# Allan Ince
Allan Ince, född 11 november 1967, är en friidrottare från Barbados. Han deltog vid olympiska sommarspelen 1988.